# Fútbol Club Juárez Femenil
El Futbol Club Juárez Femenil, també conegut com Bravas, és un club de futbol professional de la Primera Divisió Femenina de Mèxic amb seu a Ciudad Juárez. Va ser fundat l'11 de juny de 2019, juga de local a l'Estadi Olímpic Benito Juárez, que compta amb una capacitat per a 19.703 persones, i està ubicat a l'àrea del parc urbà d'El Chamizal.

## Història
L'11 de juny de 2019 es va aprovar la compra de la franquícia de Lobos BUAP per part del FC Juárez, per la qual cosa els Bravos van ocupar el seu lloc a Primera Divisió.
Després de l'adquisició, el club es va veure obligat a confeccionar un equip de futbol femení de cara al campionat de lliga de 2019. El 15 de juliol del 2019 es va celebrar el primer partit oficial de l'equip amb un empat per un gol davant el Club León Femenil. El juny del 2023, Milagros Martínez va deixar de ser l'entrenador de l'equip.